# Nicylla sundevalli
Genre
Espèce
Synonymes
- Thiania sundevallii (Thorell, 1890)

Nicylla sundevalli, unique représentant du genre Nicylla, est une espèce d'araignées aranéomorphes de la famille des Salticidae.

## Distribution
Cette espèce est endémique de Sumatra en Indonésie.

## Description
Les mâles mesurent de 6 à 8,2 mm et la femelle 8 mm.

## Étymologie
Cette espèce est nommée en l'honneur de Carl Jakob Sundevall.

## Publication originale
- Thorell, 1890 : Diagnoses aranearum aliquot novarum in Indo-Malesia inventarum. Annali del Museo Civico di Storia Naturale di Genova, vol. 30, p. 132-172 (texte intégral).